# Gianna Ciao
Gianna Ciao Pointer (Roma, 21 dicembre 1922 – Genova, 28 ottobre 2008) è stata una partigiana, fotografa e scrittrice italiana, perseguitata durante il nazifascismo per il suo orientamento sessuale.

## Biografia
Nata a Roma nel 1922, si iscrisse alla Facoltà di lettere e filosofia, ma a causa delle sue posizioni politiche apertamente antifasciste - partecipò alle attività del Partito d’azione nella lotta contro il nazifascismo - non terminò gli studi.
Per molti anni visse all’estero, soprattutto a Saint-Paul-de-Vence in Francia, dove entrò in contatto con artisti, letterati e intellettuali come Joan Miró, Jacques Prévert, Carla Vasio, Vita Sackville-West, Suzanne Solidor. Il suo lavoro fotografico venne indirizzato verso forme astratte, come ricerca sperimentale del linguaggio artistico. Espose in varie mostre, sia in Italia che all’estero e pubblicò diversi saggi sulla fotografia.

## Opere
- Orbita obliqua[5] (1977)
- La prigione[6] (1977)
- Il motociclista[7] (1977)
- Non date ai cesari. Le temporalità e il ritratto fotografico (1990)
- Giuliana Traverso e le nude donne di Staglieno (1991)
- La fotografia proibita: Prefazione di Pino Bertelli (1991)[8]
- Cieli in utopia insieme a Pino Bertelli (1994)
- Marlene Dietrich. Dal taccuino di due disertori dello schermo, insieme a Pino Bertelli (1994)
- I cieli inadempienti (1996)

### Altro
- Della fotografia trasgressiva: dall' estetica dei " freaks " all'etica della ribellione. Saggio su Diane Arbus. Prefazione di Alfredo De Paz. Presentazione di Gianna Ciao Pointer di Pino Bertelli (1990)